# 12 Heures de Sebring 2004
Navigation
Édition précédente Édition suivante
Les 12 Heures de Sebring 2004 sont la 52e édition de l'épreuve et la 1re manche de l'American Le Mans Series 2004. Elles ont été remportées le 20 mars 2004 par l'Audi no 28 d'Allan McNish, Frank Biela et Pierre Kaffer.

## Circuit

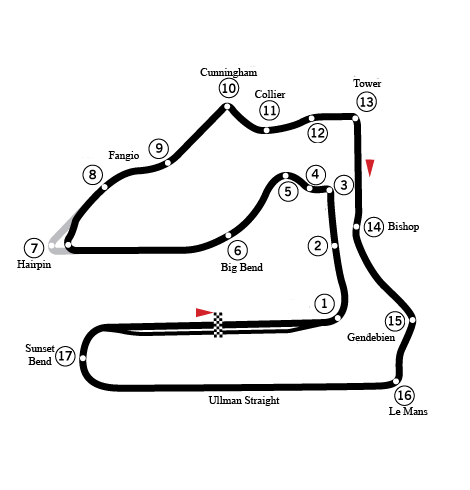
Le Sebring International Raceway, cadre des 12 Heures de Sebring 2004.

Les 12 Heures de Sebring 2004 se déroulent sur le Sebring International Raceway situé en Floride. Il est composé de deux longues lignes droites, séparées par des courbes rapides ainsi que quelques chicanes. Ce tracé a un grand passé historique car il est utilisé pour des courses automobiles depuis 1950. Ce circuit est célèbre car il a accueilli la Formule 1.

## Résultats
Voici le classement au terme de la course.
- Les vainqueurs de chaque catégorie sont signalés par un fond jauni.
- Pour la colonne Pneus, il faut passer le curseur au-dessus du modèle pour connaître le manufacturier de pneumatiques.

| Pos    | Cat  | n° | Équipe                                     | Pilotes                                                  | Châssis                      | Pneus | Tours |
| Pos    | Cat  | n° | Équipe                                     | Pilotes                                                  | Moteur                       | Pneus | Tours |
| ------ | ---- | -- | ------------------------------------------ | -------------------------------------------------------- | ---------------------------- | ----- | ----- |
| 1      | LMP1 | 28 | Audi Sport UK Team Veloqx                  | Allan McNish Frank Biela Pierre Kaffer                   | Audi R8                      | M     | 350   |
| 1      | LMP1 | 28 | Audi Sport UK Team Veloqx                  | Allan McNish Frank Biela Pierre Kaffer                   | Audi 3.6 L Turbo V8          | M     | 350   |
| 2      | LMP1 | 38 | ADT Champion Racing                        | Marco Werner Emanuele Pirro JJ Lehto                     | Audi R8                      | M     | 345   |
| 2      | LMP1 | 38 | ADT Champion Racing                        | Marco Werner Emanuele Pirro JJ Lehto                     | Audi 3.6 L Turbo V8          | M     | 345   |
| 3      | LMP1 | 88 | Audi Sport UK Team Veloqx                  | Johnny Herbert Jamie Davies Guy Smith                    | Audi R8                      | M     | 338   |
| 3      | LMP1 | 88 | Audi Sport UK Team Veloqx                  | Johnny Herbert Jamie Davies Guy Smith                    | Audi 3.6 L Turbo V8          | M     | 338   |
| 4      | GTS  | 3  | Corvette Racing                            | Ron Fellows Johnny O'Connell Max Papis                   | Chevrolet Corvette C5-R      | M     | 329   |
| 4      | GTS  | 3  | Corvette Racing                            | Ron Fellows Johnny O'Connell Max Papis                   | Chevrolet LS7-R 7.0 L V8     | M     | 329   |
| 5      | LMP1 | 22 | Rollcentre Racing                          | Martin Short Rob Barff João Barbosa                      | Dallara SP1                  | D     | 326   |
| 5      | LMP1 | 22 | Rollcentre Racing                          | Martin Short Rob Barff João Barbosa                      | Judd GV4 4.0 L V10           | D     | 326   |
| 6      | LMP1 | 16 | Dyson Racing                               | Butch Leitzinger Andy Wallace James Weaver               | MG-Lola EX257                | G     | 323   |
| 6      | LMP1 | 16 | Dyson Racing                               | Butch Leitzinger Andy Wallace James Weaver               | MG (AER) XP20 2.0 L Turbo I4 | G     | 323   |
| 7      | LMP1 | 12 | Autocon Motorsports                        | Tomy Drissi Michael Lewis Vic Rice                       | Riley & Scott Mk III C       | D     | 321   |
| 7      | LMP1 | 12 | Autocon Motorsports                        | Tomy Drissi Michael Lewis Vic Rice                       | Lincoln (Élan) 5.0 L V8      | D     | 321   |
| 8      | GT   | 23 | Alex Job Racing                            | Timo Bernhard Sascha Maassen                             | Porsche 911 GT3-RSR          | M     | 317   |
| 8      | GT   | 23 | Alex Job Racing                            | Timo Bernhard Sascha Maassen                             | Porsche 3.6 L Flat-6         | M     | 317   |
| 9      | LMP1 | 86 | Larbre Compétition Panoz Motor Sports      | Christophe Bouchut Jean-Luc Blanchemain Roland Bervillé  | Panoz GTP                    | M     | 317   |
| 9      | LMP1 | 86 | Larbre Compétition Panoz Motor Sports      | Christophe Bouchut Jean-Luc Blanchemain Roland Bervillé  | Élan 6L8 6.0 L V8            | M     | 317   |
| 10     | GT   | 24 | Alex Job Racing                            | Lucas Luhr Romain Dumas Marc Lieb                        | Porsche 911 GT3-RSR          | M     | 317   |
| 10     | GT   | 24 | Alex Job Racing                            | Lucas Luhr Romain Dumas Marc Lieb                        | Porsche 3.6L Flat-6          | M     | 317   |
| 11     | GT   | 31 | White Lightning Racing                     | David Murry Craig Stanton                                | Porsche 911 GT3-RS           | M     | 311   |
| 11     | GT   | 31 | White Lightning Racing                     | David Murry Craig Stanton                                | Porsche 3.6 L Flat-6         | M     | 311   |
| 12     | GT   | 45 | Flying Lizard Motorsports                  | Johannes van Overbeek Darren Law Jon Fogarty             | Porsche 911 GT3-RSR          | M     | 311   |
| 12     | GT   | 45 | Flying Lizard Motorsports                  | Johannes van Overbeek Darren Law Jon Fogarty             | Porsche 3.6 L Flat-6         | M     | 311   |
| 13     | GT   | 43 | BAM!                                       | Mike Rockenfeller Peter Baron Leo Hindery                | Porsche 911 GT3-RS           | M     | 309   |
| 13     | GT   | 43 | BAM!                                       | Mike Rockenfeller Peter Baron Leo Hindery                | Porsche 3.6 L Flat-6         | M     | 309   |
| 14     | GT   | 79 | J3 Racing                                  | Justin Jackson Brian Cunningham Tim Sugden               | Porsche 911 GT3-RSR          | M     | 307   |
| 14     | GT   | 79 | J3 Racing                                  | Justin Jackson Brian Cunningham Tim Sugden               | Porsche 3.6 L Flat-6         | M     | 307   |
| 15     | GTS  | 25 | Barron Connor Racing                       | Danny Sullivan John Bosch Thomas Biagi                   | Ferrari 575-GTC Maranello    | P     | 307   |
| 15     | GTS  | 25 | Barron Connor Racing                       | Danny Sullivan John Bosch Thomas Biagi                   | Ferrari 6.0 L V12            | P     | 307   |
| 16     | GT   | 35 | Risi Competizione                          | Anthony Lazzaro Ralf Kelleners Matteo Bobbi              | Ferrari 360 Modena GTC       | P     | 304   |
| 16     | GT   | 35 | Risi Competizione                          | Anthony Lazzaro Ralf Kelleners Matteo Bobbi              | Ferrari 3.6 L V8             | P     | 304   |
| 17     | LMP1 | 37 | Intersport Racing                          | Jon Field Duncan Dayton Larry Connor                     | Lola B01/60                  | G     | 302   |
| 17     | LMP1 | 37 | Intersport Racing                          | Jon Field Duncan Dayton Larry Connor                     | Judd KV675 3.4 L V8          | G     | 302   |
| 18     | GT   | 66 | New Century - The Racer's Group            | Patrick Long Cort Wagner Kelly Collins                   | Porsche 911 GT3-RSR          | M     | 302   |
| 18     | GT   | 66 | New Century - The Racer's Group            | Patrick Long Cort Wagner Kelly Collins                   | Porsche 3.6 L Flat-6         | M     | 302   |
| 19     | GT   | 68 | The Racer's Group                          | Piers Masarati Gregor Fisken Ian Donaldson               | Porsche 911 GT3-RS           | M     | 299   |
| 19     | GT   | 68 | The Racer's Group                          | Piers Masarati Gregor Fisken Ian Donaldson               | Porsche 3.6 L Flat-6         | M     | 299   |
| 20     | GT   | 49 | Morgan Works Racing Team                   | Neil Cunningham Keith Ahlers Adam Sharpe (pl)            | Morgan Aero 8-R              | Y     | 281   |
| 20     | GT   | 49 | Morgan Works Racing Team                   | Neil Cunningham Keith Ahlers Adam Sharpe (pl)            | BMW (Mader) 4.5 L V8         | Y     | 281   |
| 21     | GT   | 78 | J3 Racing                                  | Dorsey Porter Jr. Romeo Kapudija Niclas Jönsson          | Porsche 911 GT3-RS           | M     | 275   |
| 21     | GT   | 78 | J3 Racing                                  | Dorsey Porter Jr. Romeo Kapudija Niclas Jönsson          | Porsche 3.6 L Flat-6         | M     | 275   |
| 22     | LMP1 | 15 | Citgo Racing Taurus Racing                 | Milka Duno Justin Wilson Phil Andrews                    | Lola B2K/10                  | D     | 270   |
| 22     | LMP1 | 15 | Citgo Racing Taurus Racing                 | Milka Duno Justin Wilson Phil Andrews                    | Judd GV4 4.0 L V10           | D     | 270   |
| 23     | LMP2 | 10 | American Spirit Racing Miracle Motorsports | Ian James John Macaluso Mike Borkowski                   | Lola B2K/40                  | P     | 264   |
| 23     | LMP2 | 10 | American Spirit Racing Miracle Motorsports | Ian James John Macaluso Mike Borkowski                   | Nissan (AER) VQL 3.0 L V6    | P     | 264   |
| 24     | GT   | 91 | Chamberlain-Synergy Motorsport             | Christopher Stockton Gareth Evans Amanda Stretton (en)   | TVR Tuscan T400R             | D     | 262   |
| 24     | GT   | 91 | Chamberlain-Synergy Motorsport             | Christopher Stockton Gareth Evans Amanda Stretton (en)   | TVR Speed Six 4.0 L I6       | D     | 262   |
| 25     | GTS  | 63 | ACEMCO Motorsports                         | Terry Borcheller Johnny Mowlem David Brabham             | Saleen S7-R                  | P     | 257   |
| 25     | GTS  | 63 | ACEMCO Motorsports                         | Terry Borcheller Johnny Mowlem David Brabham             | Ford 7.0 L V8                | P     | 257   |
| 26     | LMP2 | 7  | Rand Racing                                | Bill Rand James Gue Mike Fitzgerald                      | Lola B2K/40                  | Y     | 248   |
| 26     | LMP2 | 7  | Rand Racing                                | Bill Rand James Gue Mike Fitzgerald                      | Nissan (AER) VQL 3.0 L V6    | Y     | 248   |
| 27 NC  | LMP2 | 30 | Intersport Racing                          | William Binnie Clint Field Rick Sutherland               | Lola B2K/40                  | P     | 232   |
| 27 NC  | LMP2 | 30 | Intersport Racing                          | William Binnie Clint Field Rick Sutherland               | Judd KV675 3.4 L V8          | P     | 232   |
| 28 Abd | GT   | 32 | Cirtek Motorsport                          | Rob Wilson Frank Mountain Robert Brooks                  | Porsche 911 GT3-RSR          | D     | 215   |
| 28 Abd | GT   | 32 | Cirtek Motorsport                          | Rob Wilson Frank Mountain Robert Brooks                  | Porsche 3.6 L Flat-6         | D     | 215   |
| 29 Abd | GT   | 61 | P.K. Sport                                 | Alex Caffi David Warnock Tracy Krohn                     | Porsche 911 GT3-RS           | P     | 214   |
| 29 Abd | GT   | 61 | P.K. Sport                                 | Alex Caffi David Warnock Tracy Krohn                     | Porsche 3.6 L Flat-6         | P     | 214   |
| 30 Abd | LMP2 | 56 | Team Bucknum Racing                        | Jeff Bucknum Chris McMurry Bryan Willman                 | Pilbeam (en) MP91            | D     | 181   |
| 30 Abd | LMP2 | 56 | Team Bucknum Racing                        | Jeff Bucknum Chris McMurry Bryan Willman                 | Nissan (AER) VQL 3.0 L V6    | D     | 181   |
| 31 Abd | GT   | 60 | P.K. Sport                                 | Robin Liddell Hugh Plumb Peter Boss                      | Porsche 911 GT3-RS           | P     | 167   |
| 31 Abd | GT   | 60 | P.K. Sport                                 | Robin Liddell Hugh Plumb Peter Boss                      | Porsche 3.6 L Flat-6         | P     | 167   |
| 32 Abd | GTS  | 71 | Carsport America                           | Tom Weickardt Kevin Allen Jean-Philippe Belloc           | Dodge Viper GTS-R            | P     | 121   |
| 32 Abd | GTS  | 71 | Carsport America                           | Tom Weickardt Kevin Allen Jean-Philippe Belloc           | Dodge 8.0 L V10              | P     | 121   |
| 33 Abd | GT   | 92 | Chamberlain-Synergy Motorsport             | Bob Berridge Lee Caroline Michael Caine                  | TVR Tuscan T400R             | D     | 120   |
| 33 Abd | GT   | 92 | Chamberlain-Synergy Motorsport             | Bob Berridge Lee Caroline Michael Caine                  | TVR Speed Six 4.0 L I6       | D     | 120   |
| 34 Abd | LMP2 | 11 | American Spirit Racing Miracle Motorsports | Bobby Sak Jason Workman Scott Bradley                    | Lola B2K/40                  | P     | 108   |
| 34 Abd | LMP2 | 11 | American Spirit Racing Miracle Motorsports | Bobby Sak Jason Workman Scott Bradley                    | Nissan (AER) VQL 3.0 L V6    | P     | 108   |
| 35 Abd | LMP1 | 20 | Dyson Racing                               | Chris Dyson Jan Lammers Didier de Radigues               | MG-Lola EX257                | G     | 106   |
| 35 Abd | LMP1 | 20 | Dyson Racing                               | Chris Dyson Jan Lammers Didier de Radigues               | MG (AER) XP20 2.0 L Turbo I4 | G     | 106   |
| 36 Abd | GTS  | 26 | Barron Connor Racing                       | Mike Hezemans Ange Barde Jean-Denis Delétraz             | Ferrari 575-GTC Maranello    | P     | 101   |
| 36 Abd | GTS  | 26 | Barron Connor Racing                       | Mike Hezemans Ange Barde Jean-Denis Delétraz             | Ferrari 6.0 L V12            | P     | 101   |
| 37 Abd | GT   | 44 | Flying Lizard Motorsports                  | Lonnie Pechnik Seth Neiman Peter Cunningham              | Porsche 911 GT3-RS           | M     | 100   |
| 37 Abd | GT   | 44 | Flying Lizard Motorsports                  | Lonnie Pechnik Seth Neiman Peter Cunningham              | Porsche 3.6 L Flat-6         | M     | 100   |
| 38 Abd | GT   | 67 | New Century - The Racer's Group            | Marc Bunting Pierre Ehret Jim Matthews                   | Porsche 911 GT3-RSR          | M     | 94    |
| 38 Abd | GT   | 67 | New Century - The Racer's Group            | Marc Bunting Pierre Ehret Jim Matthews                   | Porsche 3.6 L Flat-6         | M     | 94    |
| 39 Abd | GTS  | 4  | Corvette Racing                            | Oliver Gavin Olivier Beretta Jan Magnussen               | Chevrolet Corvette C5-R      | M     | 83    |
| 39 Abd | GTS  | 4  | Corvette Racing                            | Oliver Gavin Olivier Beretta Jan Magnussen               | Chevrolet LS7-R 7.0L V8      | M     | 83    |
| 40 Abd | LMP1 | 33 | Intersport Racing                          | Mike Durand Chad Block Georges Forgeois                  | Riley & Scott Mk III C       | G     | 62    |
| 40 Abd | LMP1 | 33 | Intersport Racing                          | Mike Durand Chad Block Georges Forgeois                  | Élan 6L8 6.0 L V8            | G     | 62    |
| 41 Abd | GT   | 52 | Seikel Motorsport                          | Philip Collin Grady Willingham Tony Burgess              | Porsche 911 GT3-RS           | Y     | 47    |
| 41 Abd | GT   | 52 | Seikel Motorsport                          | Philip Collin Grady Willingham Tony Burgess              | Porsche 3.6 L Flat-6         | Y     | 47    |
| 42 Abd | LMP2 | 8  | Rand Racing                                | Derek Hill Andy Lally Marino Franchitti                  | Lola B2K/40                  | Y     | 12    |
| 42 Abd | LMP2 | 8  | Rand Racing                                | Derek Hill Andy Lally Marino Franchitti                  | Nissan (AER) VQL 3.0 L V6    | Y     | 12    |
| 43 Abd | LMP1 | 50 | Team Elite                                 | Jay Cochran Ed Zabinski Damien Faulkner                  | Lotus Elise GT1              | D     | 7     |
| 43 Abd | LMP1 | 50 | Team Elite                                 | Jay Cochran Ed Zabinski Damien Faulkner                  | Chevrolet LT5 6.0 L V8       | D     | 7     |
| 44 Abd | LMP2 | 19 | Van der Steur Racing                       | Gunnar van der Steur Spencer Pumpelly Eric van der Steur | Lola B2K/40                  | Y     | 2     |
| 44 Abd | LMP2 | 19 | Van der Steur Racing                       | Gunnar van der Steur Spencer Pumpelly Eric van der Steur | Nissan (AER) VQL 3.0 L V6    | Y     | 2     |